# 青森県立浪岡高等学校
青森県立浪岡高等学校（あおもりけんりつ なみおかこうとうがっこう, Aomori Prefectural Namioka High School）は、青森県青森市浪岡大字浪岡字稲村にある県立の高等学校。略称「浪高」（なみこう）。バドミントン部の強豪校として知られる。

## 概要
歴史
1930年（昭和5年）創立の「青森県浪岡女子実務学校」を前身とする。1948年（昭和23年）の学制改革により、新制高等学校となった。1955年（昭和30年）に県立移管され現校名となった。
設置課程・学科
全日制課程
- 普通科

校訓
「誠実・勤勉・友愛」
教育目標
1. 真理と正義を愛し、社会の進展に柔軟で誠実に対応できる創造性豊かな人間の育成を図る。
2. 健全な心身を備え、勤労を愛し、責任を重んじる実践力に富む人間の育成を図る。
3. 友愛を重んじ、「共に生きる」思いやりの心を養うとともに、社会に貢献できる人間を育成する。
4. 一人一人の生徒の特性を引き出し、自主性と自律性を育み、正しい判断力と「生きる力」を備えた明るく健やかな人間を育成する。

校章
校歌
作詞は中村惣次郎、作曲は伊藤伊一郎による。歌詞は3番まであり、校名は歌詞に登場しない。

## 沿革
- 1930年（昭和5年）4月1日 -　「青森県浪岡女子実務学校」の設置が認可され、浪岡尋常高等小学校に併置される。
- 1941年（昭和16年）4月1日 - 国民学校令により、浪岡尋常高等小学校が浪岡国民学校に改称。
- 1943年（昭和18年）
  - 4月1日 - 「青森県浪岡高等女学校」に改称。中等学校令に基づき修業年限を4年とする。
  - 6月1日 - 開校記念式典を挙行。
- 1946年（昭和21年）4月1日 - 修業年限を5年とする（4年修了時点で卒業することもできた）。
- 1947年（昭和22年）4月1日 - 学制改革（六・三制の実施）が行われる。
  - 高等女学校の募集を停止。
  - 新制中学校を併設し（名称:青森県浪岡高等女学校併設浪岡中学校、以下・併設中学校）、高等女学校1・2年修了者を新制中学校2・3年生として収容。
  - この併設中学校は浪岡国民学校高等科を改組した新制中学校を兼ねており、旧・浪岡国民学校の高等科1・2年修了者を新制中学校2・3年生として、旧・浪岡国民学校の初等科6年修了者を新制中学校1年生として収容。
  - 高等女学校3・4年修了者はそのまま在籍し、4・5年生となった（4年修了時点で卒業することもできた）。
- 1948年（昭和23年）4月1日 - 高等女学校が廃止され、新制高等学校「青森県浪岡高等学校」が発足。通常制普通課程を設置。
- 1949年（昭和24年）4月21日 - 定時制普通課程を設置。
- 1953年（昭和28年）10月1日 - 「青森県浪岡町外四カ村学校組合立浪岡高等学校」に改称。
- 1954年（昭和29年）8月8日 - 現在地に移転。浪岡小学校・中学校との併設を解消。
- 1955年（昭和30年）3月30日 - 青森県に移管され、「青森県立浪岡高等学校」（現校名）に改称。
- 1963年（昭和38年）4月1日 - 通常制普通課程を全日制課程普通科に改称。商業科を新設。
- 1965年（昭和40年）
  - 4月1日 - 普通科に体育コースを設置。
  - 12月14日 - 浪高会館が完成。
- 1975年（昭和50年）3月31日 - 体育コースを廃止。
- 1979年（昭和54年）12月26日 - 第二体育館が完成。
- 1980年（昭和55年）10月3日 - 創立50周年記念式典を挙行。
- 1982年（昭和57年）3月31日 - 定時制課程を廃止。
- 1983年（昭和58年）7月25日 - プールが完成。
- 1990年（平成2年）9月1日 - 野球場が完成。
- 2002年（平成14年）3月15日 - 輝創館が完成。
- 2009年（平成21年）
  - 4月1日 - 浪高会館を解体。
  - 8月27日 - 正門を移設。
- 2010年（平成22年）1月22日 - トレーニング室を設置。
- 2013年（平成25年）4月1日 - 商業科の生徒募集を停止。
- 2015年（平成27年）3月31日 - 商業科を廃止。

## 学校行事
- 4月 - 入学式、対面式、宿泊研修(1年)
- 6月 - 運動会
- 7月 - 夏季校内競技大会
- 8月 - 浪岡北畠祭
- 9月 - インターンシップ(2年)
- 10月 - 浪高祭(文化祭)、芸術鑑賞、企業見学会(2年)
- 12月 - 修学旅行(2年)、冬季校内競技大会、
- 2月 - ウィンタースポーツ教室(1・2年)
- 3月 - 卒業式、離任式、修了式

## 部活動
運動部
- 硬式野球部
- サッカー部
- 陸上競技部（男女）
- 柔道部
- バスケットボール部
- バドミントン部（男女）
- バレーボール部
- テニス部
- 応援団

文化部・同好会
- 商業部
- 日本音楽部
- JRC部
- 美術部
- 写真部
- 家庭科同好会
- 軽音楽同好会

## 空き缶壁画
- 空き缶壁画は、創立60周年を迎えた平成2年、浪高祭で3年5組のクラス展示として行われたのが最初で、以降学校の年中行事として行われ[2]、今では地元テレビ局のニュースになるほどになっている。

## 統合案
青森県教育委員会の県立高校再編の第2期実施計画案では2028年度末をもって青森県立青森西高等学校と統合する案が出されている。

## 交通アクセス
- JR東日本奥羽本線浪岡駅から、徒歩約1230m・約19分。
- 浪岡地区コミュニティバス「浪岡事務所前」バス停から、徒歩約130m・約2分。
- 浪岡地区コミュニティバス・青森市市バス空港浪岡線・弘南バス黒石 - 本郷 - 浪岡線「浪岡事務所通」バス停から、徒歩約260m・約4分。
- 弘南バス青森黒石線「浪岡高校前」バス停から、徒歩約410m・約7分。

## 著名な出身者
- 隆の里俊英（力士）
- 木村守男（青森県知事）
- 奈良岡功大（バドミントン選手）